# Печерских, Александр Михайлович
Александр Михайлович Печерских (22 ноября 1914 — 10 октября 1942) — старший сержант, командир стрелкового отделения. Закрыл грудью амбразура вражеского дзота.

## Биография
Родился в 1914 году в деревне Грачёв Верх (по другим данным — в селе Свободная Дубрава; ныне — Ливенского района Орловской области). Русский. Беспартийный.
С началом коллективизации работал в колхозе, а затем в совхозе.
Воевал в рядах 207-го стрелкового полка 76-й стрелковой дивизии.
Похоронен в хуторе Орловский Серафимовичского района Волгоградской области. На могиле установлен памятник.
Потомки Александра Михайловича Печерских проживают в г. Желтые Воды, а также в Орловской области Ливенского района.

## Подвиг
В сентябре — октябре 1942 года на Юго-Западном фронте 207-й стрелковый полк держал оборону на плацдарме Серафимович — станица Клетская.
В ночь с 10 на 11 октября 1942 г. взвод разведки Печерских пошёл в наступление со своим полком. А. М. Печерских незаметно подполз к вражескому дзоту, который мешал продвижению подразделений и забросал его гранатами. Выскочивших из дзота пятерых немцев он расстрелял, а 6-го взял в плен.
После этого, 10.10.1942 года во время одной из атак у хутора Караженский северо-западней станицы Клетская Волгоградской области взвод разведчиков попал под сильный огонь ещё одного немецкого дзота. Пехоте, идущей следом, пришлось залечь. Печерских подполз к дзоту и улучив момент метнул в амбразуру связку гранат. Но, пулемет продолжал стрелять, а у Александра не осталось больше боеприпасов. И тогда Печерских закрыл своим телом амбразуру.

## Награда
- Награждён орденом Красного Знамени (посмертно). Приказ командующего Юго-Западным фронтом № 31 от 27 ноября 1942 г.